# Tutuilla
Tutuilla – jednostka osadnicza w Stanach Zjednoczonych, w stanie Oregon, w hrabstwie Umatilla.